# Sochaczew
Sochaczew è una città polacca del distretto di Sochaczew nel voivodato della Masovia.
Ricopre una superficie di 26,13 km² e nel 2007 contava 41 117 abitanti.